# Comitato Olimpico di Saint Kitts e Nevis
Il Comitato Olimpico di Saint Kitts e Nevis (noto anche come St. Kitts and Nevis Olympic Committee in inglese) è un'organizzazione sportiva nevisiana, nata nel 1986 a Basseterre, Saint Kitts e Nevis.
Rappresenta questa nazione presso il Comitato Olimpico Internazionale (CIO) dal 1993 ed ha lo scopo di curare l'organizzazione ed il potenziamento dello sport in Saint Kitts e Nevis e, in particolare, la preparazione degli atleti nevisiani, per consentire loro la partecipazione ai Giochi olimpici. L'associazione è, inoltre, membro dell'Organizzazione Sportiva Panamericana.
L'attuale presidente dell'organizzazione è Alphonso Bridgewater, mentre la carica di segretario generale è occupata da Glenville Jeffers.